# Harriet Hilliard
Harriet Hilliard, später Harriet Nelson (* 18. Juli 1909 in Des Moines, Iowa als Peggy Lou Snyder; † 2. Oktober 1994 in Laguna Beach, Kalifornien) war eine US-amerikanische Sängerin und Schauspielerin.

## Leben und Karriere
Harriet Hilliard wurde in eine Familie von Theaterschauspielern geboren und fand später selbst den Weg zur Bühne. In den 1930er-Jahren machte sie sich als Sängerin in Vaudeville-Shows und Nachtclubs einen Namen. Ihre erste größere Rolle in Hollywood hatte sie 1936 an der Seite von Fred Astaire und Ginger Rogers in Marine gegen Liebeskummer. Auch später folgten noch einige weibliche Hauptrollen in zumeist kleineren Hollywood-Produktionen wie Confessions of Boston Blackie (1941) oder The Falcon Strikes Back (1943).
Ihre größte Bekanntheit und viele Charterfolge erlangte Harriet Hilliard allerdings als Leadsängerin im Orchester von Ozzie Nelson. 1935 heiratete sie Nelson, mit dem sie auch sehr erfolgreich einige Duette sang. Ihre gemeinsamen Söhne waren David Nelson (1936–2011) und Eric „Ricky“ Nelson (1940–1985), die später ebenfalls im Showgeschäft tätig waren. Nach der Hochzeit mit Nelson führte sie zunehmend auch in ihren Auftritten den Namen Harriet Nelson anstelle von Harriet Hilliard. Sie entschied sich dafür, mit ihrem Ehemann auch beruflich eng zusammenarbeiten, und verzichtete damit möglicherweise auf eine noch größere Karriere. Ihren größten Erfolg verzeichnete das Ehepaar neben der Musik mit der Sitcom The Adventures of Ozzie and Harriet, in der sie und ihre beiden Kinder eine fiktionalisierte Version ihres Familienlebens darboten. Die Serie lief zunächst ab 1944 im Radio und wechselte schließlich ab 1952 ins Fernsehen. Insgesamt wurden bis 1966 über 400 Fernsehfolgen produziert, wodurch die Serie eine der langlebigsten US-Sitcoms aller Zeiten ist. Harriet Nelson wurde zu einer der ikonischen Mutterfiguren im US-Fernsehen der 1950er- und 1960er-Jahre.
1973 startete eine Nachfolgeserie namens Ozzie’s Girls, in der Harriet und Ozzie Nelson die Räume der inzwischen erwachsenen Söhne an zwei junge Frauen vermieten. Die Serie musste allerdings aufgrund von Ozzie Nelsons schlechtem Gesundheitszustand nach nur 24 Folgen abgebrochen werden. Nach dem Tod ihres Ehemannes im Jahr 1975 trat Harriet Nelson noch darstellerisch in einigen Fernsehfilmen sowie Serien wie Fantasy Island, Love Boat und Happy Days in Erscheinung. Ihre letzte Rolle übernahm sie 1989 in der Serie Ein gesegnetes Team.
Im Oktober 1994 starb Harriet Nelson im Alter von 85 Jahren an Herzversagen. Gemeinsam mit ihrem Ehemann und ihrem Sohn Ricky ist sie auf dem Prominentenfriedhof Forest Lawn Memorial Park in Hollywood bestattet. Ihr gewidmet sind zwei Sterne auf dem Hollywood Walk of Fame in den Kategorien Radio und Fernsehen.

## Filmografie (Auswahl)
- 1931: Musical Justice (Kurzfilm)
- 1936: Marine gegen Liebeskummer (Follow the Fleet)
- 1937: New Faces of 1937
- 1938: Cocoanut Grove
- 1941: Confessions of Boston Blackie
- 1941: Sweetheart of the Campus
- 1943: The Falcon Strikes Back
- 1952: Here Come the Nelsons
- 1952–1966: The Adventures of Ozzie and Harriet (Fernsehserie, 435 Folgen)
- 1973: Ozzie’s Girls (Fernsehserie, 24 Folgen)
- 1976: Once an Eagle (Fernseh-Miniserie, vier Folgen)
- 1977: Love Boat (Fernsehserie, Folge Julie's Old Flame/The Jinx/The Identical Problem)
- 1978: Fantasy Island (Fernsehserie, Folge The Over the Hill Caper/Poof! You're a Movie Star)
- 1979: Todesfalle auf dem Highway (Death Car on the Freeway; Fernsehfilm)
- 1979: Boomer, der Streuner (Here's Boomer, Pilotfolge Boomer's Weihnachtsfest)
- 1982: Happy Days (Fernsehserie, Folge Empty Nest)
- 1983: Das kleine Superhirn (The Kid with the 200 I.Q.; Fernsehfilm)
- 1989: Ein gesegnetes Team (Father Dowling Mysteries; Fernsehserie, Folge The Man Who Came to Dinner Mystery)